# Abies beshanzuensis
Abies beshanzuensis es una especie de conífera perteneciente a la familia Pinaceae. Es endémico de China en Zhejiang: Qingyuan, donde se encuentra en peligro de extinción ya que solo hay cinco ejemplares vivos en la vida silvestre.

## Descripción
Es un árbol que alcanza los 30 metros de altura con un tronco de 80 cm de diámetro. Con ramas horizontales y corteza ligera y gris en las plantas jóvenes que con la edad tienen fisuras longitudinales. Las hojas son verde oscuro brillante por arriba y más pálido por debajo, se encuentran dispuestas en espiral y son lineales de 1-5-3.5 cm de longitud y 2.5-3.5 mm de ancho. Tiene conos erectos en ramas laterales con las semillas, estos son de color marrón-amarillento de 7-11 cm de alto por 3.5 cm de ancho.

## Taxonomía
Abies beshanzuensis fue descrita por Ming Hsiang Wu y publicado en Acta Phytotaxonomica Sinica 14(2): 16–17, pl. 1. 1976.
Etimología
Abies: nombre genérico que viene del nombre latino de Abies alba.
beshanzuensis: epíteto
Sinonimia
- Abies fabri subsp. beshanzuensis (M.H.Wu) Silba
- Abies fabri var. beshanzuensis (M.H.Wu) Silba[4][5]